# Principi d'Hamilton
En física, el principi d'Hamilton és la formulació de William Rowan Hamilton del principi de l'acció estacionària. Afirma que la dinàmica d'un sistema físic està determinada per un problema variacional per a un funcional basat en una única funció, la Lagrangiana, que pot contenir tota la informació física sobre el sistema i les forces que actuen sobre ell. El problema variacional és equivalent i permet la derivació de les equacions diferencials de moviment del sistema físic. Encara que s'ha formulat originalment per a la mecànica clàssica, el principi de Hamilton també s'aplica a camps clàssics com els camps electromagnètics i gravitatoris, i té un paper important en la mecànica quàntica, la teoria quàntica de camps i les teories de la criticitat.

## Formulació matemàtica
El principi d'Hamilton estableix que la veritable evolució q(t) d'un sistema descrit per N coordenades generalitzades q = (q1, q2, ..., qN) entre dos estats especificats q1 = q(t1) i q2 = q(t2) en dos moments especificats t1 i t2 és un punt estacionari (un punt on la variació és zero) de la funcional d'acció No s'ha pogut entendre (error de sintaxi): {\displaystyle  \mathcal{S}[\mathbf{q}] \ \stackrel{\mathrm{def}}{=}\ \int_{t_1}^{t_2} L(\mathbf{q}(t),\dot{\mathbf{q}}(t),t)\, dt }
 on {\displaystyle L(\mathbf {q} ,{\dot {\mathbf {q} }},t)} és la funció lagrangiana del sistema. En altres paraules, qualsevol pertorbació de primer ordre de la veritable evolució produeix (com a màxim) canvis de segon ordre en {\displaystyle {\mathcal {S}}}. L'acció {\displaystyle {\mathcal {S}}} és un funcional, és a dir, quelcom que pren com a entrada una funció i retorna un sol nombre, un escalar. Pel que fa a l'anàlisi funcional, el principi de Hamilton estableix que la veritable evolució d'un sistema físic és una solució de l'equació funcional.
{\displaystyle {\frac {\delta {\mathcal {S}}}{\delta \mathbf {q} (t)}}=0.}

És a dir, el sistema pren un camí en l'espai de configuració per al qual l'acció és estacionària, amb condicions de límit fixes al principi i al final del camí.

A mesura que el sistema evoluciona, q traça un camí a través de l'espai de configuració (només es mostren alguns). El camí que pren el sistema (vermell) té una acció estacionària (δ S = 0) sota petits canvis en la configuració del sistema (δ q).

## Principi d'actuació per a camps

### Teoria clàssica de camps
El principi d'acció es pot estendre per obtenir les equacions de moviment de camps, com el camp electromagnètic o la gravetat.
L'equació d'Einstein utilitza l'acció d'Einstein-Hilbert limitada per un principi variacional.
La trajectòria d'un cos en un camp gravitatori (és a dir, caiguda lliure en l'espai-temps, l'anomenada geodèsica) es pot trobar utilitzant el principi d'acció.

### Mecànica quàntica i teoria quàntica de camps
En mecànica quàntica, el sistema no segueix un sol camí l'acció del qual és estacionària, sinó que el comportament del sistema depèn de tots els camins imaginables i del valor de la seva acció. L'acció corresponent als diferents camins s'utilitza per calcular la integral del camí, que dóna les amplituds de probabilitat dels diferents resultats.
Encara que equivalent en mecànica clàssica a les lleis de Newton, el principi d'acció és més adequat per a generalitzacions i té un paper important en la física moderna. De fet, aquest principi és una de les grans generalitzacions de la ciència física. En particular, s'aprecia plenament i s'entén millor dins la mecànica quàntica. La formulació integral del camí de Richard Feynman de la mecànica quàntica es basa en un principi d'acció estacionària, utilitzant integrals del camí. Les equacions de Maxwell es poden derivar com a condicions d'acció estacionària.